# Этический социализм
Эти́ческий социали́зм ― направление в политической, социальной и экономической философии, апеллирующее к идеям социализма по этическим и моральным причинам, а не по экономическим, эгоистическим и потребительским соображениям. Идеологи этического социализма подчёркивают необходимость нравственно ориентированной экономики, основанной на принципах альтруизма, сотрудничества и социальной справедливости, одновременно выступая против собственнического индивидуализма.
В отличие от научного социализма, вдохновлённого теоретическим фундаментом (рационализмом, историческим материализмом, классической политэкономией и марксистской теорией, которые призывают к построению социализма), прибегая к аргументам экономической эффективности, рациональности или исторической неизбежности, этический социализм фокусируется на моральных и этических причинах защиты дела социализма. Этический социализм стал официальной философией целого ряда политических партий.
Этический социализм в значительной степени перекликается с идеями христианского социализма, фабианства, гильдейского социализма, либерального социализма, социал-демократического реформизма и утопического социализма. Существенное влияние на этический социализм австромарксистов оказало наследие Иммануила Канта и неокантианство. Под влиянием многих политиков, таких как, к примеру, Карло Росселли в Италии, социал-демократы начали полностью отмежёваться от ортодоксального марксизма, представленного марксизмом-ленинизмом, приняв либеральный социализм и кейнсианство и апеллируя скорее к морали, а не к какому-либо последовательному систематическому наукообразному или материалистическому мировоззрению.
Социал-демократия апеллировала к коммунитарным, корпоративистским, а иногда и националистическим настроениям, отвергая экономический и технологический детерминизм, обычно характерный как для ортодоксального марксизма, так и для экономического либерализма.

## Обзор

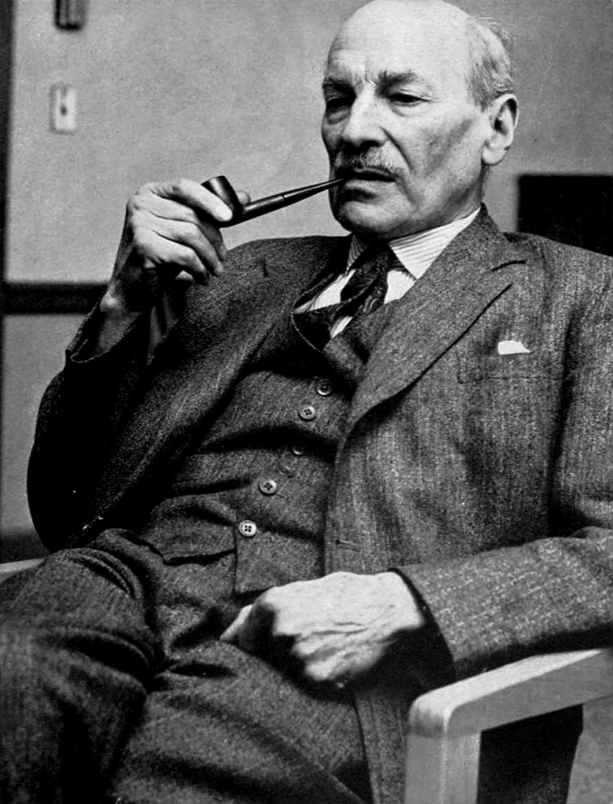
Клемент Эттли, премьер-министр Соединённого Королевства (1945—1951)

Утопический социализм, одно из первых течений современной социалистической мысли, предлагал видение и очертания воображаемых или футуристических идеальных обществ, характеризующихся установлением моральной экономики с её положительными идеалами, основанными на нравственных и этических основах, которые и являются основной причиной движения общества в данному направлении. До того, как марксисты установили гегемонию над определениями социализма, «термин социализм был широким понятием», которое относилось к одной или нескольким теориям, направленным на решение проблемы труда посредством радикальных изменений в капиталистической экономике. Описание проблемы, объяснение её причин и предлагаемые решения, такие как отмена частной собственности или поддержка кооперативов и общественной собственности, различались в разных социалистических философиях.
Термин «этический социализм» первоначально возник как уничижительная характеристика, данная Розой Люксембург по отношению к марксистским ревизионистам Эдуарду Бернштейну и его сторонникам-реформистам, которые выдвигали неокантианские либеральные идеалы и этические аргументы в пользу социализма. Вскоре в Великобритании возникли самопровозглашённые этические социалисты, такие как христианский социалист Р. Г. Тоуни, чьи устремления были связаны с идеалами христианского социализма, фабианского и гильдейского социализма. Этический социализм был важной составляющей идеологии Лейбористской партии. Этический социализм публично поддержали премьер-министры Великобритании Рамси Макдональд, Клемент Эттли и Тони Блэр. В то время как Блэр описал «новые лейборизм» как возвращение к этическому социализму, несколько критиков обвинили его в полном отказе от социализма в пользу капитализма.
Этический социализм оказал глубокое влияние на социал-демократическое движение и реформизм во второй половине XX века, особенно в Великобритании. Этический социализм отличается своей направленностью на критику этики капитализма, а не просто на критику экономических, системных и материальных проблем капитализма. Когда Социал-демократическая партия Германии (СДПГ) отказалась от ортодоксального марксизма в своей Годесбергской программе в 1950-х годах, этический социализм был объявлен официальной философией СДПГ.

## Темы

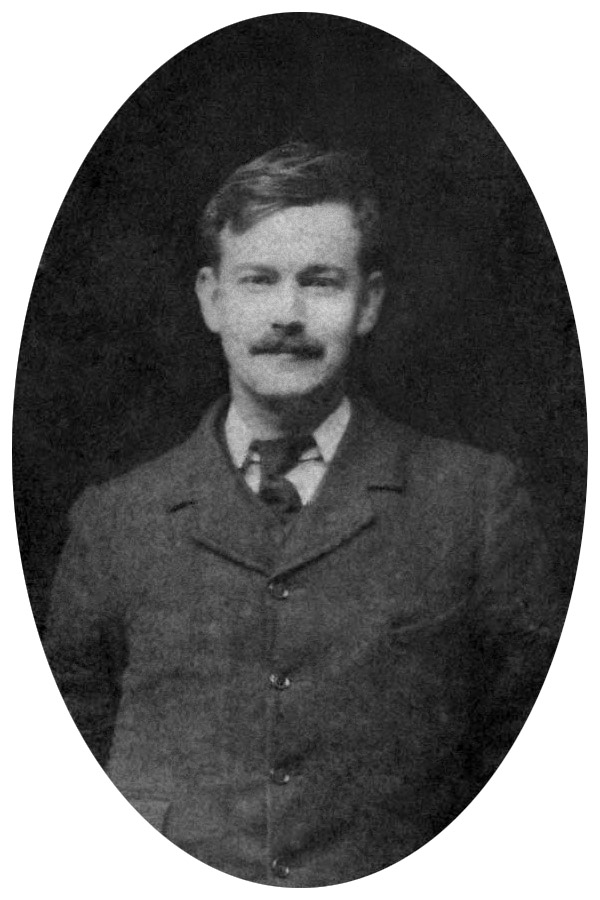
Р. Г. Тоуни, основоположник этического социализма

Р. Г. Тоуни осуждал своекорыстное аморальное поведение, которое, как он утверждал, поддерживается капитализмом. Тоуни выступал против того, что он называл «стяжательским обществом», которое заставляет частную собственность использоваться для передачи прибавочной прибыли «бездействующим владельцам», то есть капиталистическим рантье. Однако он не осуждал менеджеров в целом, полагая, что менеджмент и рабочие могут объединиться в политический альянс для проведения реформ. Тоуни поддерживал распределение сверхприбыли с помощью прогрессивного налогообложения: Перераспределение таких средств могло бы быть использовано для социального обеспечения (включая общественное здравоохранение, государственное образование и государственное жилье). Также он высказывался за национализацию стратегических отраслей и услуг. Он поддерживал участие работников в деле управления экономикой, а также сотрудничество потребителей, служащих, работодателей и государства в регулировании экономики.
Хотя Тоуни поддерживал существенную роль государственного предприятия в экономике, он заявил, что, если частное предприятие предоставляет услуги, соизмеримые с получаемым вознаграждением, то тогда бизнес можно с пользой и на легитимных основаниях оставить в частных руках. Томас Хилл Грин поддерживал право на равные возможности для всех людей иметь возможность свободно присваивать собственность, но утверждал, что приобретение богатства не означает, что человек может делать всё, что он хочет, когда это богатство находится в его владении. Грин выступал против «прав собственности немногих», которые препятствовали владению собственностью многих.
Этический социализм защищал и продвигал премьер-министр Великобритании Тони Блэр, который находился под влиянием Джона Макмюррея (сам он, в свою очередь, находился под влиянием Грина). Блэр определял этический социализм, обращаясь к аналогичным понятиям, продвигавшихся более ранними этическими социалистами, таких как стремление к общему благу, права и обязанности, а также поддержка органического общества, в котором люди процветают через сотрудничество, По словам Блэра, Лейбористская партия столкнулась с проблемами в 1960-х и 1970-х годах, когда отказалась от этического социализма. Он считает, что восстановление партии потребовало возврата к этическим социалистическим ценностям, которые в последний раз продвигались лейбористским правительством Эттли. Однако критики Блэра (как внутри, так и за пределами лейбористов) обвинили его в полном отказе от социализма в пользу капитализма.